# 12·12 군사 반란
12·12 군사 반란(한국 한자: 十二十二軍事叛亂, 영어: 12.12 Military Insurrection) 또는 12·12 숙군 쿠데타(十二十二肅軍 - , 영어: Coup d'état of December Twelfth)는 1979년 12월 12일부터 13일까지 전두환과 노태우 등을 중심으로 한 하나회를 위시한 신군부 세력이 최규하 대통령의 승인 없이 계엄사령관인 정승화 대한민국 육군 참모총장, 정병주 특수전사령부 사령관, 장태완 수도경비사령부 사령관, 김진기 육군 헌병감 등을 체포한 사건이다.
보안사령관 전두환은 12·12 군사 반란으로 대한민국을 장악하고 정치적인 실세로 등장했다. 이후 1980년 5월 전두환을 중심으로 하는 신군부는 5·17 쿠데타를 일으켰다. 5·17 쿠데타에 반항한 5·18 광주 민주화 운동에 대해 총을 들고 일어난 폭동으로 생각하여 계엄군을 보내 강경 대응했다. 전두환은 8월 22일에 육군 대장으로 예편했고 1980년 9월 1일 대한민국 제11대 대통령이 되었다.

## 사건의 배경
10·26 사건 이후 각 군 수뇌부들은 계엄사령관을 하게 된 정승화 육군참모총장을 구심점으로 국가의 보위와 안녕을 위해 일치단결하기로 결의했다. 전두환 보안사령관은 합동수사본부장을 정승화 육군참모총장이 임명해서 10.26 사건을 수사했다. 하지만 이 시기에는 정승화가 10.26 일어난 사건현장 가까이 있었다는 사실과 김재규와 같이 육군본부로 이동한 사실, 그 이후 국방부장관이 있음에도 불구하고 군대를 이동시키고 이것을 국방부장관에게는 보고하지 않고 김재규에게만 보고한 사실 등이 알려지기 전이었다.
10.26 사건 당시 정승화가 궁정동과 가까이 있었고 범인인 중앙정보부장 김재규와 평소 친분이 두터웠기 때문에 정승화가 박정희 대통령 암살사건과 관련이 있을지도 모른다는 의혹이 있었다. 당시 서울지검의 공안부 및 특수부 검사 7명이 파견 되었으며, 파견검사 대부분은 10·26 직후에 전두환 본부장에게 박 대통령 시해 당시 궁정동 현장에 있었던 정승화 총장을 엄중 조사해서 김재규와의 연루혐의를 추궁해야 한다고 건의했지만, 전두환이 계엄사령관인 정승화 총장에 대해 그렇게 할 엄두를 내지못했다.
1979년 11월 6일 보안사령관 겸 합동수사본부장 전두환은 10·26 사건 수사를 마치고 김재규의 단독 범행이라는 1차 수사결과를 발표했다. 전두환은 "정승화 총장이 육군본부 벙커에 도착 후 신속한 조치를 취함으로써 문제가 확대되지 않고 질서 정연히 사태를 수습했다"라고 말했다. 또한 "발표문을 보면 정승화 총장의 일거일동을 알 수 있다"면서 "정승화 총장이 김재규의 말을 듣고 중앙정보부로 갔으면 큰 혼란이 초래되었을 것이다. 정총장이 육군본부로 가자고 하였다"라고 말했다.
11월 1일 일본 마이니치 신문에 일개 소장인 전두환 보안사령관이 군의 최고 실권자라는 언론 발표도 나오며, 12월 9일 국방장관은 정승화 계엄사령관으로부터 보안사령관 전두환을 동해경비사령관으로 전보시키는 건의를 받았으나 일반인들에게 수사와 관련한 의혹을 불러 일으킬 수 있다며 전보 발령을 유보시킨다.

## 전개 과정

### 정승화 수사 지지 지휘관들의 30경비단 집결
전두환 보안사령관 겸 합동수사본부장은 11월 중순부터 정승화 총장을 제거하고 군부를 장악할 계획을 세우고, 하나회를 비롯한 동조 세력 규합에 나섰다. 허화평 보안사령부 비서실장, 허삼수 보안사령부 인사처장, 이학봉 보안사령부 수사과장, 장세동 제30경비단장, 김진영 제33경비단장 등 영관급 후배의 동조를 얻어 모의를 진행하기 시작했다. 11월 말경 전두환은 황영시 제1군단장, 노태우 제9사단장, 백운택 제71방위사단장, 박희도, 최세창, 장기오 1, 3, 5공수특전여단장 등 선후배 동료 장성과 정승화총장 연행을 모의하였다. 12월 8일 전두환은 이학봉 중령으로부터 정승화 총장은 일과시간 후 총장 공관에서 연행하는 것이 좋겠다는 의견이 첨부된 세부계획서를 전달 받고, 이를 확정한 후 허삼수와 우경윤 육군본부 범죄수사단장에게 구체적인 계획을 세우도록 지시했다.
12월 12일 오후, 전두환은 박희도, 최세창, 장기오, 차규헌, 노태우, 황영시 등 규합한 동조세력을 장세동이 있던 경복궁 내 수도경비사령부 여하 제30경비단 단장실로 모이도록 한 후 시내 일원을 장악하기로 한 계획을 지시, 논의했다.
같은 날 18시, 전두환은 최규하 대통령에게 목욕 시간을 피해서 20분 일찍 오라는 전갈까지 받고 육군참모총장 체포안에 대한 재가를 윤필용 사건의 경우를 예로 들어 시급하고 비밀을 요하는 경우라며 홀로 제안했으나 거절당한다.

### 육군 참모총장 강제 연행
전두환의 지시를 받은 허삼수, 우경윤은 정승화 총장 연행계획을 진행했다. 19시, 이들은 정승화 총장을 체포하기 위해 수도경비사령부 33헌병대 50명을 투입했다. 33헌병대는 해병대 병력이 경비하던 공관 내에 일제 슈퍼 살롱 한 대와 마이크로 버스 1대를 타고 들어와 보안사 차장의 보고라며 손님 대접까지 받으며 거실에서 대기한다.
그리고 계엄사령관에게 뇌물 수수 혐의를 거론하여 총리 공관으로 확인 연락을 하려던 인원을 향해 총격이 일어나고 공관 내부를 제압한다. 사복 차림에 두 대령이 총장을 양쪽에서 잡아서 일으켜 세우니, 현관 창문을 깨고 군인이 들어와 소총의 총구로 총장을 찌르며 처가로 가려던 길을 도리어 재촉한다. 압송 도중에 건물 밖에서 공관 경비 해병대원들과 총격전을 치른다. 이 총격전에서는 보안사 휘하 납치대의 육본 소속 우경윤 대령 1명만 납치대 간의 오인 사격으로 인해서 총상을 입는다. 계속된 총격전 속에서 정 총장 신변의 위험을 느낀 경비 헌병들이 근접하는데 시간이 걸리자, 허대령의 총구가 뺨에 닿아 있는 상태로 총장은 세단차에 떠밀려 들어가고, 이미 점령된 공관 정문은 세단 뒷좌석에서 2명의 대령에게 붙들려 꼼짝 못하는 상태로 총장의 기대와는 반대로 저지를 받지 않고 순조롭게 통과한다. 공관 경비병까지 연행을 당했는데 상부에서 무단 연행으로 뒤늦게 알려왔고, 해병대가 공관을 재탈환하는 과정에서 공관 정문에 잔류한 반란군측 박윤관 일병이 사살당한다. 계엄사령관 공관에서 모두 3명이 사망, 20명이 중경상을 입는다.
19시 21분, 반란군은 정총장을 보안사 서빙고 분실로 강제 연행했다.
20시경 육군본부 참모차장 윤성민 중장은 북한 특수부대의 총장공관 침투로도 의심하다가 합수부로 파견이 나간 육군본부 범죄수사단장 우경윤 대령의 행동을 보고받고 보안사의 총장 연행으로 의심한다. 그리고 육군본부 헌병감 김진기 준장은 총리공관 특별경호대장 구정길 중령에게 총리공관에 있던 전두환 장군의 체포 준비를 다짐 받는다.

### 신군부 세력의 최규하 대통령의 총리공관 무력장악
청와대 경호실장 직무대리인 정동호 준장과 작전담당관 고명승 대령은 대통령이 거주하고 있던 총리공관을 장악하라고 지시를 받는다.
20시20분 계엄하에서 불법적인 병력 동원으로, 하나회 핵심멤버인 작전담당관 고명승 대령은 직접 경호실 소속 55경비대와 101경비단 병력을 이끌고 총리공관으로 출동한다. 육본소속의 헌병들로 구성된 특별경호대의 책임자인 구정길 중령이 총리공관 경비 병력을 교체하겠다고 일방적으로 통보받고 거절한다.
20시40분 55경비대와 101경비단 병력이 압도적인 무력으로 총리공관 병력을 무장해제 시킨다. 최규하 대통령은 외부와의 연락이 완전 차단된다.

### 총리 공관에서 밤새 연행 재가 요구
21시 30분경, 전두환, 유학성, 황영시 등은  국무총리 공관으로 가서 최규하 대통령에게 집단으로 정 총장의 연행·조사를 재가해 달라고 재차 요구하였으나 국방부장관의 배석이 없기 때문에 거절당했다. 그리고 결재와 관련한 의견들로 밤을 새우게 되는 밀고 당기기가 시작된다.

### 참모총장 연행 이후의 육군본부와 합동수사본부의 갈등

#### 1공수여단의 육군본부 출동 오보 발생
21:30분경 1공수 여단이 육군본부를 공격하기 위해서 출동했다는 위협적인 첩보가 육군본부에 전달된다. 이 첩보는 후에 사실이 아닐 가능성이 높은 것으로 판명되었지만, 12.12 사태 당시에 미친 영향은 매우 크다. 우선 당시 육군본부는 9공수여단이 지키고 있었으나, 1주일 전에 복귀한 상황이고 1공수를 막기위해 육군본부는 9공수여단의 출동을 요청했으며, 정병주 특전사령관은 9공수 출동을 요청한다. 뿐만 아니라, 만약의 사태를 대비하기 위하여 육군본부 지휘부는 필동의 수도경비 사령부 영내로 이동하여 22시 15분 수경사 정문에 도착하고, 노재현 국방부장관은 감청이 되지 않는 미8군 벙커로 자리를 옮긴다 .
그러나 당시 1공수여단은 당시에 영내에서 움직이지 않았다. 당시 1공수를 지휘할 수 있는 박희도는 30단에 있었으며, 부여단장인 이기룡이 작전지시를 받으로 육군본부로 출발해서 제1한강교를 통과했는데, 이것을 1공수특전여단의 출동으로 착각한 것으로 보는 시각이 있다.

#### 1공수여단 출동 관련 보고서 내용
1공수여단이 12.13일 출동한 것은 사실이나, 전두환을 비판하는 많은 기사와 보고서에서는 1공수여단의 출동이 9공수여단의 출동보다 먼저이며 그 시간이 대략 22:00 경 이전으로 언급되어 있다. 하지만 그 내용은 대개 불일치하고 몇 가지 버전이 있다.
1. 이에 따라 12일 오후 9시 10분께 박희도 1공수여단장은 이기용 부여단장에게 병력출동 준비를 지시, 9시 45분께 1공수 1대대 병력이 신월동 삼거리에 집결했다[23].
2. 22:03 부근에 한강다리 검문소를 통과했다[24].
3. 제1한강교에서 막혀서 행주대교를 거쳐서 육군본부로 진입했다[19][25][26].

이상 여러 보고서와 기사의 내용이 불일치하며, 무엇보다 1공수 부여단장과 관련자의 진술과도 불일치한다. 당시 박희도는 30단에 있었기 때문에 부대를 출동시킬 수 없었으며, 부여단장인 이기룡은 비상상황에서 1공수여단이 계엄군에 배속되기 때문에 정병주 사령관의 지시를 받지 못하는 상황에서 정병주 사령관의 지시로 인하여, 육군본부로 직접 이동하여 지시를 받기 위해서 제1한강교를 건넜기 때문에 당시 부대에 있지 않았다. 뿐만 아니라 그는 곧 제2한강교에서 수도경비사령부 소속 헌병이 하차시켜 연금하였기 때문에 1공수여단은 박희도가 부대에 복귀한 13일 00:00까지는 지휘 공백이 있었다.

#### 육군본부의 대응과 보안사령관으로서의 전두환의 대응
육군본부 입장에서는 1공수여단이 먼저 육군본부를 공격하는 입장에서 이에 대하여 9공수를 출동시키고, 30단을 공격을 시도하는 대응을 하였으며, 보안사령부 입장에서는 합법적인 절차없이 30단을 공격하는 것으로 판단하여 보안사령관의 권한으로 대전복작전을 수행한다. 결국 신군부 세력은 총장의 강제연행이 부당하다며 원상복귀를 주장하던 3군사령관 이건영 중장, 수도경비사령관 장태완 소장, 특전사령관 정병주 소장, 육군본부 작전참모부장 하소곤 소장, 육군본부 헌병감 김진기 준장 등에 대해 하극상을 감행하고, 이들을 무력으로 제압하며 연행했다.
하나회 회원이던 박희도 준장이 이끄는 제1공수특전여단 병력과 최세창 준장이 지휘하던 3공수특전여단, 그리고 장기오 준장의 제5공수특전여단이 서울로 출동했다.
미국은 북한의 남침이 우려된다는 이유로 날이 밝을 때까지 병력을 출동하지 말도록 미8군 벙커 노재현 국방장관에게 까지 종용하였다.
서울시내는 무슨 군부대가 어디를 점령했으며 국방부에서 총격이 났다는 소식을 접하고 대통령은 결재가 불가능하며 국방부 장관 결재가 없으니 국방부 장관을 데려오라고 요구한다.
13일 밤 2시가 되어 전두환이 몇 번씩 결재를 요구하는 가운데 9사단 병력에 움직임이 보고되어 대통령은 사단장 노태우 소장한테 원대복귀를 명령한다.

### 군 통수권으로 진압군 저지
그렇게 우선적으로 내란은 막아야 한다는 생각에 양측의 접촉을 총리공관에서 연락하여 막아 놓는다. 그런 이후에야 연합사로부터 국방부에 도착한 장관과 연락이 되는데 국방부장관은 대치 상태를 이유로 총리공관으로 가기를 거부한다. 사태가 급박해지자 국방부 장관한테 다시 연락하여 총리가 가면 오는 것으로 대통령은 확답을 받는다. 노태우 소장은 자신이 지휘관이던 9사단 29연대를 중앙청 앞에 집결시켰다.
1공수특전여단은 제1한강교에서 차단되어 회군하지만 행주대교에 있던 30사단 병력을 무력화시킨 후 곧장 서울로 달려갔다. 얼마 후, 1공수특전여단은 국방부와 육군본부를 공격하여 노재현 국방부 장관을 체포, 국방부 50헌병대 경비병력으로 근무하던 정선엽 병장을 사살한 후 국군 수뇌부를 체포했다. 국방부 대공포의 대응 사격으로 총탄이 빗발치니 상사 계급의 1공수 부사관이 국방부 진입을 반발하였으나 현장을 지휘하던 1공수 소령에게 크게 혼나며 묵살된다. 이 과정에서는 총격전으로 국방부 건물 앞은 유리문 등이 부서지고 선혈이 낭자하였다. 국방부에서 모두 1명이 사망, 10명이 중경상을 입는다.

### 진압군 측의 주도력 상실
한편 3공수특전여단은 3여단의 영내에 있던 특전사령부 본부에 3여단 15대대장이 이끄는 10여 명의 체포조가 투입되어 특전사령관 비서실장 김오랑 소령을 사살, 특전사령관 정병주 소장을 체포해간다. 3공수에서 차출된 정예 병력이 특전사령부 지휘통제실에 1주일 가까이 상주하며 특전사령부의 기능을 정지시킨다.
새벽 3시30분경 국방부 청사에 도착한 총리는 노재현 국방부 장관을 찾아서 최규하 대통령에게 데리고 갔다.
새벽 4시30분경 보안사는 수방사 장태완 사령관을 연행하며 수방사 영내 육군본부 지휘관들은 집으로 귀가시킨다. 수방사 사령부 영내에서 1명이 중경상을 입는다.
새벽 5시 최규하 대통령에게는 세 차례 걸쳐 10시간 만인 13일, 육군참모총장 연행에 관한 사후 재가가 이루어졌다. 최규하 대통령이 재가함으로써 사실상 12.12 사태는 종결된다. 결국 전두환의 의도대로 사태는 일단락되었다.

### 미군에 일출 이후 진압 의도의 좌절
12월 13일 오후, 노재현 국방부 장관이 담화문을 통해 10.26 사건 연류 혐의로 정승화 총장을 연행하고 이와 연관된 정승화 육군참모총장과 일부 장성 또한 구속됐으며, 계엄사령관직에 이희성 육군 대장으로 임명되었음을 발표했다. 노태우 9사단장은 수도 경비 사령관으로, 정호용 50사단장은 특전사령관으로 임명된다.
12월 14일 12.12 사건 이후 전두환 보안사령관은 사실상 이희성 육군참모총장을 직접 임명하고 6인 위원회를 통해 군부의 인사를 조정하여 군의 주도권을 장악하고, 권력 공백기에 최고 실력자가 되었다.

### 미국 측 판단
당시 미국은 12.12 사태 직후, 북한의 남침 가능성을 50% 정도로 판단하고, 만일의 사태에 대비했다. 미 중앙정보국(CIA)은 12.12 사태 발생 8일 후인 12월 20일 작성한 `남한내 불안정에 대한 북한의 반응'이라는 특별 상황판단 보고서를 통해 이같이 밝혔다.
또한, 미국 정부는 신군부가 평시 작전통제권 행사와 관련한 한.미 간의 합의를 위반한데 대해 백악관과 미 군부의 강력한 불만을 전달하고 향후 대한민국의 민간정부만을 전폭 지지하겠다는 입장을 표명해 신군부 세력과 긴장감이 고조되었다. 하지만 보름 뒤 신군부 세력에 대한 비판 어조는 다소 누그러져, 군부 내 반란을 사실상 묵인했다.

### 반란군 측 의견

#### 진압에 관한 부정적 정세로 분석
12월 12일부터 다음날까지 총리 공관에는 반란군 측에서 육군참모 총장 공관에서 총장을 납치한 이후로 반란군 측의 지휘관들 중에 일부가 들어와 있었다. 서울 시내는 어느 군부대가 장악을 하고 전방 사단이 서울로 이동 중이며 국방부에서 총격전이 일어난 상황에서, 반란군 측의 그 지휘관들은 이제 내란 상태를 막을 길이 어려워 지겠다는 의견을 국군 통수권자의 공관에서 계속해서 낸다.

## 반란 이후
12·12는 숙군 목적을 띤 군 내부의 반란이었다. 정권을 탈취한다고 하는 의미로의 쿠데타에 해당하는 것은 오히려 1980년의 전국 비상 계엄령으로부터 광주민중항쟁에 이르는 과정(5.17 쿠데타)이다. 결국 이러한 일련의 사건을 통해 최규하를 사임시키고 신군부가 실권을 잡았기 때문이다.

#### 2개 정보기관장 겸직
전두환은 보안사 사령관과 중앙정부 부장으로 2개의 정보기관장에 겸직 임명 된다. 12월 20일 계엄보통군법회의 1심과 1980년 1월 21일 2심에서 박 대통령 시해 혐의로 체포된 정보부장과 정보부 박선호 의전과장을 비롯한 직원 6명은 사형을 선고 받는다.

#### 군부의 정권장악에 도구화
1980년 1월 군장성들의 대대적인 물갈이가 있었고, 그 이후에도 공사석에서 12·12 군사 반란에 대해 비판적인 발언을 했던 장성들은 내쫓기거나 보직이 변경되는 등, 군부가 정권장악의 도구로 이용될 준비가 갖추어졌다. 미국과의 관계는 신군부의 뜻대로 쉽게 풀리지 않았다. 주한 미군사령관 존 위컴 장군은 군사 반란을 인정하지 않았다.

#### 쿠데타 수뇌 대통령 선출
박정희 정부 시대와 비슷한 군부 체제를 형성하려는 신군부의 움직임에 저항하여 5월 중순부터 대규모 학생 시위가 발생했다. 신군부는 집권 시나리오에 따라 1980년 5월 17일에 발생한 군사 쿠데타에 의한 전국 비상 계엄령을 선포했다. 5월 18일부터 이에 항거한 광주민중항쟁이 발생하자, 계엄군을 투입해 무력으로 진압했다. 5월 24일 김재규 등 박정희 피살 관련자는 대법원 판결 확정 후 즉결심판으로 처형됐다. 같은 해 8월, 최규하 대통령은 신군부의 압력으로 사임했고 8월 27일에는 전두환 장군이 통일주체국민회의 대의원회에서 제11대 대통령으로 선출되었다. 이후 국보위는 헌법을 개정했고, 제5공화국이 성립되었다.

### 처벌

#### 진압군
육군본부 참모차장 윤성민 중장은 1군사령관으로 전보 된다. 병력 동원에 가장 적극적이던 수경사 사령관 장태완 소장은 3개월을 복역후 이등병으로 강등되어 강제 예편되고 가택연금을 당하며, 유일하게 휘하 부대를 동원한 특전사령관 정병주 소장은 보안사 취조실을 거처 강제 예편되고 가택연금을 당한다.

#### 반란군
문민정부가 들어서자 김영삼 대통령은 12·12 사건을 "하극상에 의한 쿠데타적 사건"이라고 규정했다. 박계동 의원의 노태우 비자금 폭로로 시작된 역사 바로 세우기 작업은 전두환과 노태우에 대한 고발로 이어지기까지에 이른다. 1994년 12월 검찰은 12·12 사건은 군사반란이 맞지만 국내의 혼란을 우려하여 기소 유예 처분한다고 발표했다. 12.12 사건 기소 유예 처분에 대한 헌법소원심판 청구사건에서 헌법재판소는 1995년 1월 20일 12·12사건 기소유예처분취소청구에 대하여 각하 및 기각 결정을 내렸다. 1995년 7월 검찰은 5ㆍ18 사건은 전두환의 정국 장악 의도에 진행됐다는 수사 결과를 발표하면서도 '성공한 쿠데타는 처벌할 수 없다'는 논리로 기소하지 않았다. 이후 국회에서 5·18 특별법을 제정하였고 신군부 인사들의 새로운 혐의가 발견되자 검찰은 1995년 12월 12·12, 5·18 사건 재수사에 나섰다. 결국 전두환, 노태우 등의 신군부 핵심 인사는 1월 23일 5·18 사건에서의 내란혐의로, 2월 28일 12·12 사건에서의 반란혐의로 구속 기소되었다.
12·12, 5·18 사건 재판 1심에서는 전두환은 사형, 노태우는 무기징역의 판결을 내렸다. 고등법원에서는 전두환에게는 무기징역으로 감경했다. 대한민국의 대법원은 12·12 군사반란에 대해서 전두환과 노태우 등에게 반란죄를 인정했다. 대법원은 군사반란과 내란을 통하여 정권을 장악한 후 국민투표를 거쳐 헌법을 개정하고 개정된 헌법에 따라 국가를 통치하여 왔다고 하더라도 그 군사반란과 내란을 통하여 새로운 법질서를 수립한 것이라고 할 수는 없으며, 헌법에 정한 민주적 절차에 의하지 아니하고 폭력에 의하여 헌법기관의 권능행사를 불가능하게 하거나 정권을 장악하는 행위는 어떠한 경우에도 용인될 수 없다고 판시했다.

### 사면
1997년 대선을 앞두고 정치 보복은 없다는 김대중 대통령 당선자와 김영삼 대통령의 합의에 따라 1997년 12월 22일 김영삼 대통령은 12·12, 5·18 사건 관계자를 특별 사면했다.

## 반란군(전두환 측)과 진압군(정승화 측)

### 군사 반란 당시 하나회 핵심 인물(전두환 측)
국군보안사령부
- 전두환 국군보안사령관 겸 계엄사령부 합동수사본부장 (소장)
- 허화평 비서실장 (대령)
- 허삼수 인사처장 (대령)
- 정도영 보안처장 (대령)
- 이학봉 수사과장 (중령)
- 황진하 수석부관 (소령)

수도경비사령부
- 이진백 인사참모 (대령) (당시 장태완 수도경비사령부 사령관 (소장) 직속부하)
- 조홍 헌병단장 (대령) (당시 장태완 수도경비사령부 사령관 (소장) 직속부하)
- 장세동 제30경비단장 (대령) (당시 장태완 수도경비사령부 사령관 (소장) 직속부하)
- 김진영 제33경비단장 (대령) (당시 장태완 수도경비사령부 사령관 (소장) 직속부하)
- 김진선 작전보좌관 겸 상황실장 (중령) (당시 장태완 수도경비사령부 사령관 (소장) 직속부하)
- 최석립 제33헌병경호대장 (중령) (제33헌병경호대는 대통령 경호실 배속부대이나, 10.26 직후 합동수사본부(본부장:전두환)에 임시로 배속됨)
- 신윤희 헌병부단장 (중령)
- 박윤관 수도경비`사령부 33헌병대 (일병)-의무복무군인

육군본부 및 국방부
- 유학성 국방부 군수차관보 (중장)
- 우경윤 범죄수사단장 (대령) (당시 김진기 헌병감 (준장) 직속부하) 정승화 육군참모총장 불법연행에 직접 관여)
- 성환옥 헌병감실 기획과장 (대령) (당시 김진기 헌병감 (준장) 직속부하)
- 변규수 보안부대장 (준장)

사단 군단 및 여단 제군 사령부
- 차규헌 육군 수도군단장 (중장) (당시 이건영 3군 사령관 (중장) 직속부하)
- 김성환 육군 수도군단 참모장 (준장)
- 황영시 육군 제1군단장 (중장) (당시 이건영 3군 사령관 (중장) 직속부하)
- 최동수 육군 제1군단 헌병대장 (대령)
- 백운택 육군 제71방위보병사단장 (준장)
- 박준병 육군 제20기계화보병사단장 (소장) (당시 이건영 3군 사령관 (중장) 직속부하)
- 박희모 육군 제30보병사단장 (소장) (당시 이건영 3군 사령관 (중장) 직속부하)
- 송응섭 육군 제30보병사단 90연대장 (대령)
- 노태우 육군 제9보병사단장 (소장) (당시 이건영 3군 사령관 (중장) 직속부하)
- 구창회 육군 제9보병사단 참모장 (대령)
- 이문섭 육군 제9보병사단 28연대장 (대령)
- 이필섭 육군 제9보병사단 29연대장 (대령)
- 김봉규 육군 제9보병사단 30연대장 (대령)
- 정호용 육군 제50보병사단장 (소장)
- 이상규 육군 제2기갑여단장 (준장) (당시 이건영 3군 사령관 (중장) 직속부하)

특전사령부
- 박희도 제1공수특전여단장 (준장) (당시 정병주 특전사령관 (소장) 직속부하)
- 이기룡 제1공수특전여단 참모장 (대령)
- 김경일 제1공수특전여단 1대대장 (중령)
- 백남석 제1공수특전여단 헌병대장 (대위)
- 권대포 제1공수특전여단 작전참모 (소령)
- 박덕화 제1공수특전여단 5대대장 (중령)
- 최세창 제3공수특전여단장 (준장) (당시 정병주 특전사령관 (소장) 직속부하)
- 박종규 제3공수특전여단 15대대장 (중령)
- 장기오 제5공수특전여단장 (준장) (당시 정병주 특전사령관 (소장) 직속부하)
- 김정룡 특전사령부 보안부대장 (대령) (당시 정병주 특전사령관 (소장) 직속부하)
- 신우식 특전사령부 작전참모 (대령) (당시 정병주 특전사령관 (소장) 직속부하)
- 이병구 특전사령부 작전처장 (대령)(당시 정병주 특전사령관 (소장) 직속부하)

대통령경호실
- 고명승 대통령 경호실 작전담당관 (대령)
- 정동호 대통령 경호실장 직무대리 (준장)

### 군사 반란 당시 계엄사령부 측 인물(정승화 측)
장태완 수기에 따르면 대세가 반란군 측으로 기울자 정병주, 김진기를 제외한 거의 모든 이들이 배신했다. 이와 달리 신윤희 중령은 많은 장교가 장태완 사령관의 지시를 따르지 않은 것은 그의 무리한 명령 (즉, 아군 특히 대통령 경비부대를 공격하라는 명령) 때문이라고 주장했다. 수경사 참모장이던 김기택은 수경사 검문소에 1공수를 그대로 통과시키도록 명령했고, 현병부단장 신윤희는 육본 측 장성들에게 총을 돌려 그들을 체포했다.
수도경비사령부
- 장태완 수도경비사령관 (소장)
- 김기택 참모장 (준장)
- 김수택 비서실장 (중령)
- 박동원 작전참모 (중령)
- 구명회 야전포병단장 (대령)
- 황동환 방공포병단장 (대령)

특전사령부
- 정병주 특전사령관 (소장)
- 김오랑 특전사령관 부관 (소령)
- 이순길 부사령관 (준장)
- 윤흥기 제9공수특전여단장 (준장)
- 신수종 제9공수특전여단 참모장 (대령)

사단 및 군단 사령부
- 이건영 육군 제3야전군사령관 (중장)
- 최영구 육군 제5군단장 (중장)
- 강영식 육군 제6군단장 (중장)
- 배정도 육군 제26보병사단장 (소장)
- 손길남 육군 수도기계화보병사단장 (소장)

합동참모본부, 육군본부, 해군본부, 한미연합사령부, 국방부
- 노재현 국방부 장관
- 김용휴 국방부 차관
- 김종환 합동참모의장 (대장)
- 류병현 한미연합사령부 부사령관 (대장)
- 존 위컴 한미연합사령부 사령관 겸 미8군사령관 (대장)
- 에반 로젠크랜스 한미연합사령부 사령관 직무대리 (중장)
- 정승화 육군참모총장 (대장)
- 윤성민 육군참모차장 (중장)
- 문홍구 합동참모본부 본부장 (중장)
- 김진기 육군본부 헌병감 (준장)
- 하소곤 육군본부 작전참모부장 (소장)
- 안종훈 육군본부 군수참모부장 (소장)
- 천주원 육군본부 인사참모부장 (소장)
- 황의철 육군본부 정보참모부장 (소장)
- 채항석 육군본부 교육참모부장 (소장)
- 정정택 육군본부 예비군참모부장 (소장)
- 김시봉 육군본부 관리참모부장 (소장)
- 이정랑 육군본부 통신감 (준장)
- 구정길 육군본부 헌병경호대장 (중령)
- 신정수 육군본부 민사군정감 겸 계엄사령부 참모장 (준장)
- 이범진 국방부 소속 (소장)
- 김광해 육군본부 작전참모부장 비서실장 (중령)
- 박종곤 해군본부 헌병감 (준장)
- 황관영 육군본부 본부사령관 (준장)
- 황원탁 육군참모총장 수석부관 (대령)
- 정승화 육군참모총장 겸 계엄사령관(대장)
- 김인선 육군참모총장 경호대장 (대위)
- 이재천 육군참모총장 부관 (소령)
- 정선엽 육군 국방부 헌병대 (병장)

### 기타
- 최규하 제10대 대통령
- 신현확 국무총리
- 이희성 중앙정보부장 서리 (중장)
- 소준열 육군종합행정학교 교장 (소장)
- 우국일 보안사령부 참모장 (준장)

## 평가

### 부정적 평가
- 신군부 세력은 이미 조사해 정승화 총장이 10.26 관련 무혐의라고 발표했던 전적을 뒤집고 중앙정보부장 김재규와 묵시적으로 동조했다는 혐의를 내세우며 12.12 반란을 일으켰지만, 전두환을 중심으로 한 신군부 세력이 군내의 반발을 무릅쓰고 계엄사령관이던 정총장을 강제 연행한 실제 이유는 당시 전두환 보안사령관을 동해안 경비 사령관으로 전보 발령시키려고 한 것에서 알 수 있듯이, 대통령 박정희의 총애를 받아 주요 보직을 독점해온 일부 정치군인들을 견제하기 위해 육군참모총장 대장 정승화가 ‘인사조치안’을 작성하여 실행하려고 계획했기 때문인 것으로 국방부 과거사진상규명위원회는 보고서를 발표하였다.[43]
- 최규하 대통령은 사건 직후 김종필 여당 총재를 만나 합수본부장 전두환 소장과 몇몇 장군들이 결재를 요청하며 지난 밤에 난리를 피워서 죽을 뻔했다고, 억양이 이상한 충청도 사투리로 일종의 두려움을 호소했다고 한다.[44]

- 신현확 전 부총리는 조사를 목적으로 부하가 상관을 체포하는 것은 순수하게 그 사건 조사를 목적으로 그랬다기보단 군 내부의 의견이 틀린 계통이 있는 것을 제거하고, 전군을 장악하기 위한 방법으로 그렇게 했다고 누구든지 말할 수 있는 것이고 그런 의심은 당연히 할 수 있다고 판단했다.[18] 그래서 신 부총리는 군의 움직임을 12·12 군사 반란이 일어나기 전과는 다르게 지켜보았고, 중앙정보부는 대통령 직속으로 국가 체제, 제도상 총리가 관여를 못하도록 되어 있었으나, 헌법과 법률을 대학에서 가르치던 법학교수이기도 하였던 신 부총리가 일종의 군 견제 차원인지 중앙정보부장 임명에 관여하는 일까지도 생긴다.[18]

- 노재현 전 국방장관은 처음엔 결재할 생각이 없었다가 시간이 점점 지나면서 이 사건이 더 확대되어서는 안되겠다고 생각했고, 이미 다 일어난 상황이기 때문에 결재를 늦게 하거나 빨리 하거나 해도 문제 자체가 합리화 되지 않을 것이다고 생각했다고 문민정부가 출범한 1993년 국회에서 증언했다.[16] 노재현은 보안사에서 새벽 4시 40분까지 약 30분간 전두환을 면담한 후에 정승화 체포 동의서에 결재하기로 결심을 하고 대통령이 국방장관을 찾은지 10시간 만에 대통령을 만나러 갔다고 KBS방송에서 소개되었다.[16]
- 장태완 수도경비사령부 사령관은 체포된 12월 13일 서빙고 보안사로 끌려가서 수십일 고생하다 1980년 2월 5일 면담실에서 전두환을 만났다. 여기서 전두환은 "정승화 총장이 김재규 사건과 관련이 있으나 조사에 불응하므로 육군참모총장 직함을 내려놓고 집에서 6개월 정도 쉬면 대사나 장관 이상에 자리를 보장해 준다며 총장을 설득하려고 하였다."는 이야기를 했다고 한다.[45] 장태완 장군은 그때 “이 친구들이 쿠데타 계획을 치밀하게 짰구나”라고 느꼈다고 한다.[45]
- 이 날 반란군측 작전명은 "생일집 잔치"라고 재조명된 바 있다.[46]
- 12월 13일 새벽 상황이 반란군의 승리로 사실상 마무리되면서, 수도경비사령부가 군사 행동을 중지하고 반군 사령부로 그 결정을 통보한지 반시간은 경과하였고, 사령관실의 합동참모본부 근무 인원들을 체포하러 온 체포조가 총격을 가하며 접근하여 당시 하소곤 육본 작전참모부장이 총상을 입는다. 이들은 당시 총격 현장에선 전두환 보안사령관의 지시라고 설명을 하였는데, 애초에 이 체포조 수장이 장태완의 직속 부하인 신윤희 수경사 헌병단 부단장이었기 때문에 장태완 수도경비사령관은 당연히 이것을 군기 문란죄로 판단했고 기가 막혀했다.[19]

- 김수환 추기경은 훗날 마치 서부활극을 보는 것 같았다며, 서부영화를 보면 총을 먼저 빼 든 사람이 이기라더라는 말을 새해를 맞아 1980년 정월에 인사를 온 전두환 사령관의 면전에서 전했다.[47]

- 탄허 스님은 평소 정승화 육군참모총장과 인연이 있었는데, 서빙고분실에 강제 연행된 정승화 육군참모총장이 스님께서 강설한 화엄경을 보내달라 한다고 측근이 방문하니 “그 사람은 내 책을 읽을 자격이 없소. 나와 한 약속을 어찌하여 지키지 못했느냐고 묻더라고 전하시오.”라고 말했다고 한다.[48] 이때 두 사람이 한 구체적인 약속이 뭔지는 알 수 없지만 아마도 탄허 스님은 이런 쿠데타 상황을 우려했던 것으로 보인다.

- 조갑제 전 조선일보 기자는 1공수여단의 서울 진입이 12·12 군사 반란에서 승부를 최종적으로 결정지었다고 발표했다.[49] 하지만 그는 1공수여단장이 이미 장태완 수경사령관에 의해서 사살 명령이 내려졌다는 것은 언급하지 않았다.

- 임기상 CBS노컷뉴스 기자는 진압하러 출동했다가 회군한 제9공수여단이 12·12 쿠데타의 분수령이라고 보도한다.[50] 기동성이 좋은 9공수여단[49]이 먼저 육군본부에 도착해 방어태세를 갖추었을 경우 쿠데타가 실패할 가능성이 높았다는 것이다.[50]

### 긍정적 평가
- 허화평 전 대통령 정무수석은 대법원 재판에서 정승화 육군참모총장의 연행은 문제가 되지 않았기에 불법이 아니었다고 주장했다. 합동본부수사기관장은 대통령의 허가가 없어도 자체 판단에 의해(?) 상대를 연행, 수사할 수 있다는 주장이다. 그 외 대규모 병력을 동원한 것은 처음부터 계획적으로 동원한 것이 아니라 장태완 장군이 우리를 공격하기 위해 병력을 동원하자 ‘살기 위해’, 임무 수행 차원에서 동원한 것이라고 주장했다. 그러면서 5공 주역들은 (반란군으로 규정되어) 훈장, 연금을 몰수당했고, 온갖 수모와 시련을 견뎌야 했으며 이 과정에서 반란군, 진압군 양측에서 적지 않은 분들이 세상을 떠났으나, 역사적 평가까지는 '정치 재판'의 결과와 같다고 믿을 수는 없으므로 최소한 훗날에는 제대로 된 역사적 기술이 이뤄지리라 확신한다고 자신의 의견을 피력하였다.[51] 물론 현실은 이후에도 군사반란으로 쭉 규정짓고 있다.

- 신윤희 전 수경사 헌병단 부단장도 허화평 주장과 비슷한 12.12쿠데타는 군사반란이 아니란 취지의 책을 장태완이 사망하고 2년이 지난 2012년 출간해 논란이 되기도 했다. 이후에도 그는 수사관과 경호관들이 충돌한 것 외에는 별 다른 일이 없었다고(?) 주장했다. 총장을 구출하기 위해 수경사 사령관, 육군본부가 대응 조치한 것 때문에 일이 커지고 꼬이기 시작했다고 자신의 의견을 피력했다.[29]

### 논란사항
- 1공수특전여단의 최초 출동시간은 언제였는가에 대해서 논란의 여지가 있다. 장태완, 윤성민 참모차장은 1공수특전여단이 12일 21시 50분 경 먼저 출동[26]했으며, 이것이 막히자 나중에 행주대교를 건너서 육군본부로 진군했다고 주장하고 있으며, 대부분의 12.12 사태에 대한 진압군 측의 문헌을 이러한 입장을 받아들이고 있으며, 육군본부에서 그렇게 판단했다. 하지만 1공수특전여단이 육군본부를 향해 출동한 것은 공식적으로는 13일 0시가 지나서다. 이러한 오보는 12.12 상황에서 매우 중요한 영향을 미치는데, 1공수가 육군본부를 향해서 출동했다고 판단했기 때문에 육군본부는 9공수특전여단의 출동을 명령[26]하고, 육군본부 지휘부는 수경사로 이동하고 노재현 국방부장관은 감청이 되지 않는 미군 영내로 이동한다.[26] 또한 후에 장태완은 1공수특전여단이 먼저 진격했다는 사실을 바탕으로 30경비단에 대한 공격명령을 내렸고, 이 공격명령에는 사실상 1공수 지휘관에 대한 사살 명령이 포함되어 있었다.[19] 박희도는 자신이 사살 대상자라는 것을 이미 알고 있었으며[16] 그가 경복궁에서 1공수특전여단으로 복귀할 때 그는 육군본부측이 반역자라는 생각을 가지게 되었다.[16] 또한 1994년 2월 22일 이기룡의 진술에 의하면 이 사살 명령으로 인하여 1공수여단의 부여단장인 이기룡은 제2한강교에서 체포되어 있었으며, 항의할 경우 사살될 위험이 있었다.[21]
- 쿠데타 진압과 대전복작전의 차이, 합수부측과 육군본부 측에서는 서로 상대방이 반역자라고 부르고 있다. 육군본부는 계엄사령관은 대통령의 재가 없이 연행한 것이 쿠데타라고 말하는 반면, 합수부는 조사를 위해서 연행한 것은 불가피하며, 최소한 쿠데타는 아니라고 주장한다. 또한 이후 장태완의 공격명령에 대해서도 장태완은 먼저 합수부측에서 1공수여단을 출동시켰다고 하지만, 반대로 합수부 측에서는 그런 일이 없으며, 이것은 오보였으며, 오히려 육군본부가 먼저 30경비단을 공격하려는 명령을 내렸고, 30경비단 공격 명령은 대통령의 허가가 필요한 사항인데 이것을 요구하지 않았기 때문에 그들이 반역자라고 주장한다. 육군본부의 주장의 근거는 1공수특전여단의 출동이 먼저라는 것인데 이는 육군본부가 그렇게 생각했다는 점은 사실이지만, 실제로는 22:00 경에는 1공수특전여단은 출동한 기록이 없다. 1공수특전여단의 출동이 13일 0:00시 이후라고 한다면, 먼저 공격 명령을 내린 것은 수도경비사령관 장태완으로 보인다. 그는 자신의 육필수기에서 12일 10:50분에  수경사 장교 450명 중 잔류한 60명에게 "역모자들을 체포 사살하라고"명령했다고 서술했다.[19] 뿐만 아니라 실제 출동시간은 늦지만, 육군본부에 의해서 9공수여단의 출동 명령이 내려진 것은 21:50분 1공수가 출동했다는 오보가 알려진 직후다.[25]
- 육군본부 측은 대통령과 통화를 시도했는가? : 윤성민 참모차장은 최규하 대통령에게 전화를 하려고 했으나 최광수 비서실장이 상황이 여의치 않다고 끊었다고 주장했으나, 최광수 비서실장은 윤성민 참모차장과 직접 대화한 적이 없다고 법정에서 진술[52]했으며, 이어서 윤성민 참모차장은 대통령과 대화가 되지 않아서 신현확 국무총리와 통화했으며, 신현확은 "피해없이 지혜롭게 수습"하라고 했다고 주장[26]했지만, 신현확 국무총리는 자신은 윤성민 참모차장과 통화한 적이 없으며, 만약에 통화했다면 옆에 있는 대통령을 바꿔주었을 것이라고 진술[53]하였다. 최광수와 신현확의 진술을 볼 때, 윤성민 참모차장은 대통령과 국무총리와 통화를 시도하지 않았을 가능성이 오히려 높다. 뿐만 아니라 최광수와 신현확의 진술을 보면, 당시 육군본부와 통화를 합수부측에서 차단한 흔적이 전혀 보이지 않는다. 이는 장태완의 30경비단 공격 명령이 대통령의 재가를 받지 않고 대통령의 경비부대를 공격한 것이 반역이라는 전두환 합수부측의 주장과 일치한다.

## 관련 작품
- 《제4공화국》 (1995)
- 《코리아게이트》 (1995)
- 《제5공화국》 (2005)
- 《서울의 봄》 (2023)
- 《행복의 나라》 (2024)

## 같이 보기
- 하나회 vs 청죽회
- 5·17 비상계엄 전국확대 조치
- 5·18 광주 민주화 운동
- 중앙정보부
- 기무사령부
- 정선엽
- 김오랑
- 6·29 선언

## 참고 문헌
- 12·12 군사반란 사건 대법원 판결문 (96도3376)
- 12·12 군사반란 사건 대법원 판결문 요지
- 국방부 과거사진상규명위원회 종합보고서 2권 12.12 5.17 5.18 사건
- 이희성 계엄사령관이 증언하는 12.12 군사반란